# Christoph Walther IV

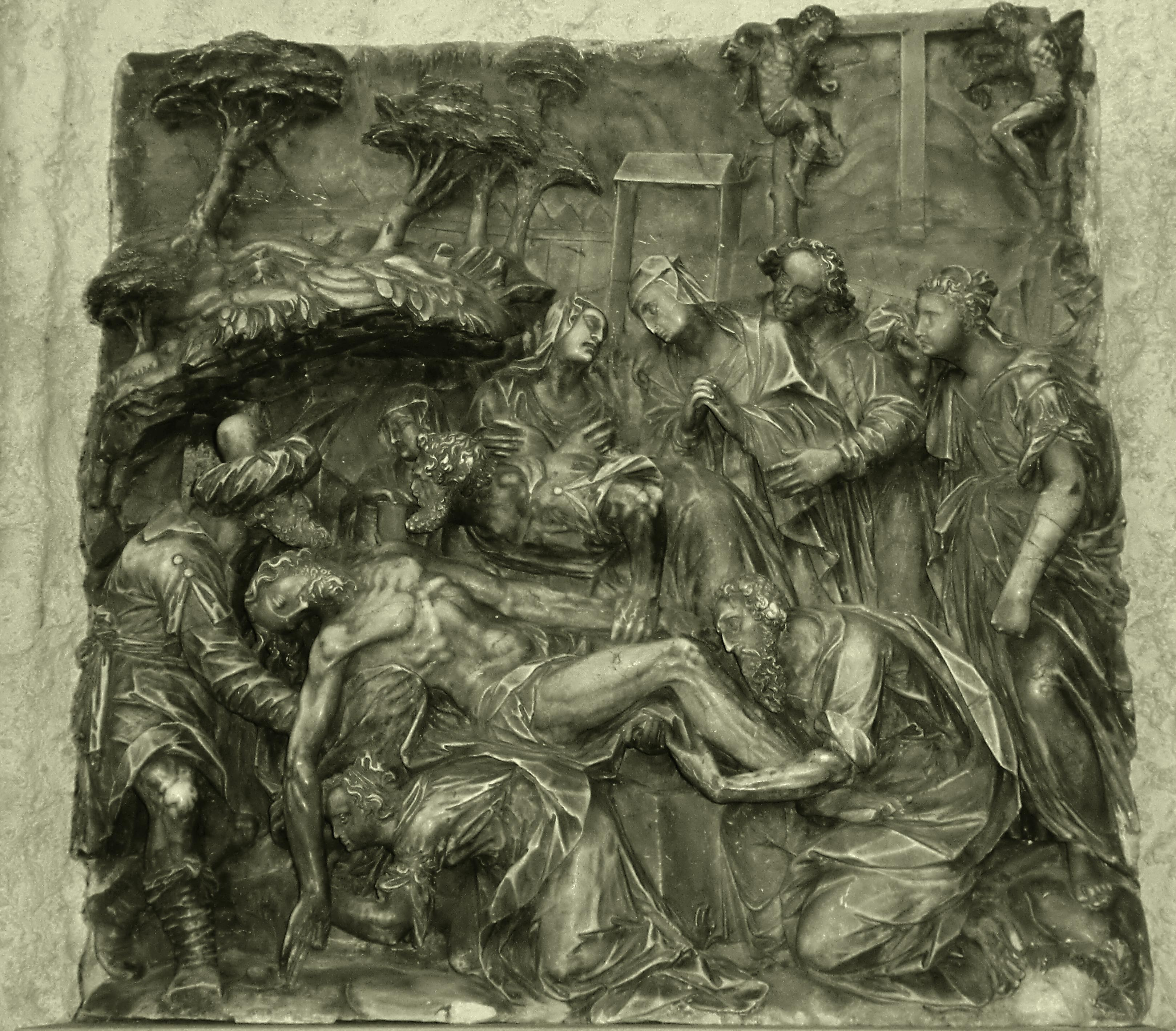
Walther, Christoph IV, Grablegung Christi. Relief von Epitaph Marcus Gerstenberger, Kreuzkirche

Christoph Walther (* 1572 in Dresden; † 1626 ebenda) war ein deutscher Bildhauer der späten Renaissance. Zur Abgrenzung gegenüber anderen tätigen Künstlern gleichen Namens wie Christoph Walther I (Bildhauer, 1493 bis 1546), Christoph Walther II (Bildhauer, 1534 bis 1584) und Christoph Walther III (Maler, 1550 bis 1592) wird er als Christoph Walther IV oder Christoph Walther IV. bezeichnet.

## Leben und Wirken

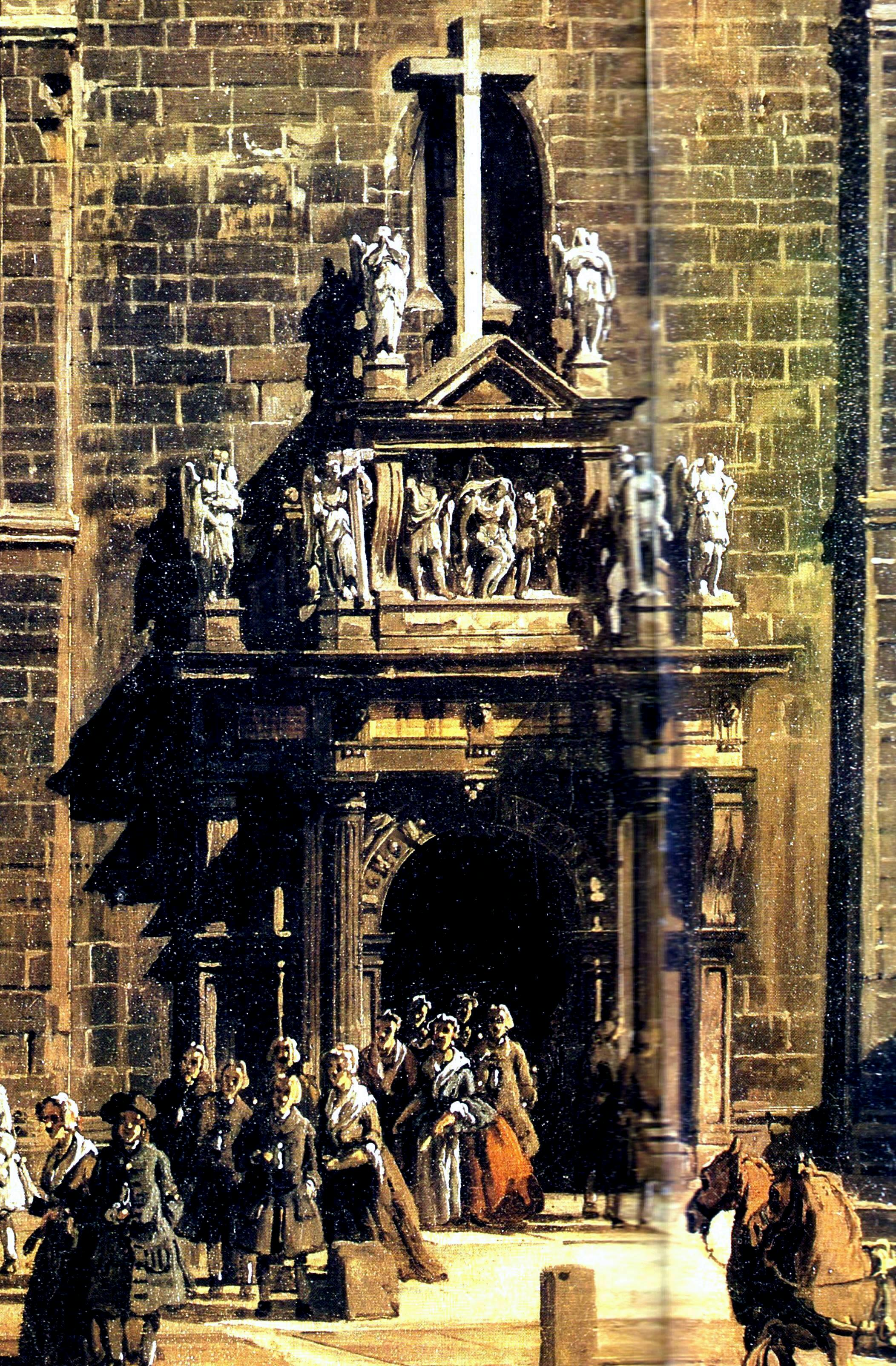
Portal der Kreuzkirche um 1630, Bildausschnitt Die ehemalige Kreuzkirche zu Dresden von Bernardo Bellotto (Canaletto)

Christoph Walther entstammt einer Künstlerfamilie und war der dritte Sohn des Bildhauers Christoph Walther II. Wie seine Brüder Andreas Walther III (1560 bis 1596), Michael Walther (1574 bis 1624) und Sebastian Walther (1576 bis 1645) erlernte er das Bildhauerhandwerk, vermutlich bei dem italo-schweizerischen Bildhauer Giovanni Maria Nosseni, der 1575 nach Dresden gekommen war. Im Jahr 1598 erhielt er das Bürgerrecht der Stadt Dresden. Er arbeitete für den sächsischen Hof und schuf Figuren, Epitaphe, Grabmäler und Altäre aus Sandstein, Marmor und Alabaster in und um Sachsen. 
Um 1606 arbeitete er mit Giovanni Maria Nosseni nach dessen Vorgaben zusammen mit seinem Bruder Sebastian Walther am berühmten Nosseni-Altar für die Dresdner Sophienkirche. Dieser Altar wurde 1945 durch die Bombenangriffe auf Dresden schwer zerstört. Nach dem Einsturz der Kirche wurde er unter den Trümmern teilweise geborgen. Über 350 erhaltene figürliche Teile und Fragmente waren die Grundlage für die 1998 begonnene Rekonstruktion. In der Loschwitzer Kirche wurde der rund elf Meter hohe Nosseni-Altar wieder aufgestellt und am 6. Oktober 2002 feierlich geweiht.
Im Jahr 1612 gründete Christoph mit den Bildhauern Christoph Abraham Walther, Giovanni Maria Nosseni, Jacob Bagenin, Zacharias Berholdt Hans Stilling und seinen Brüdern Sebastian und Michael in Dresden eine Bildhauerzunft. Infolge des Dreißigjährigen Krieges erhielt er wenig Aufträge, was sein bildhauerisches Wirken sehr beeinträchtigte.

## Werke, Auswahl

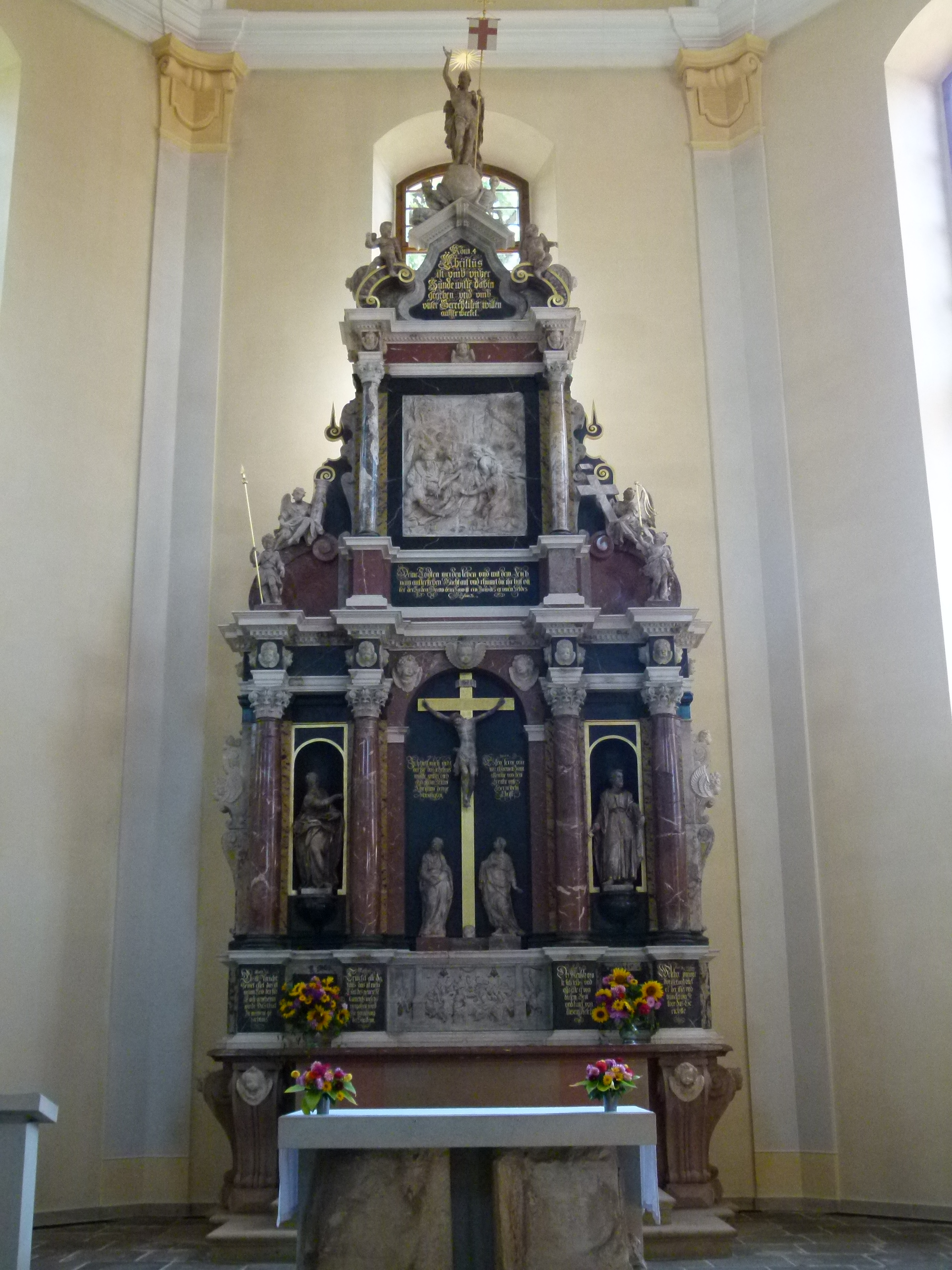
Nosseni-Altar in der Loschwitzer Kirche

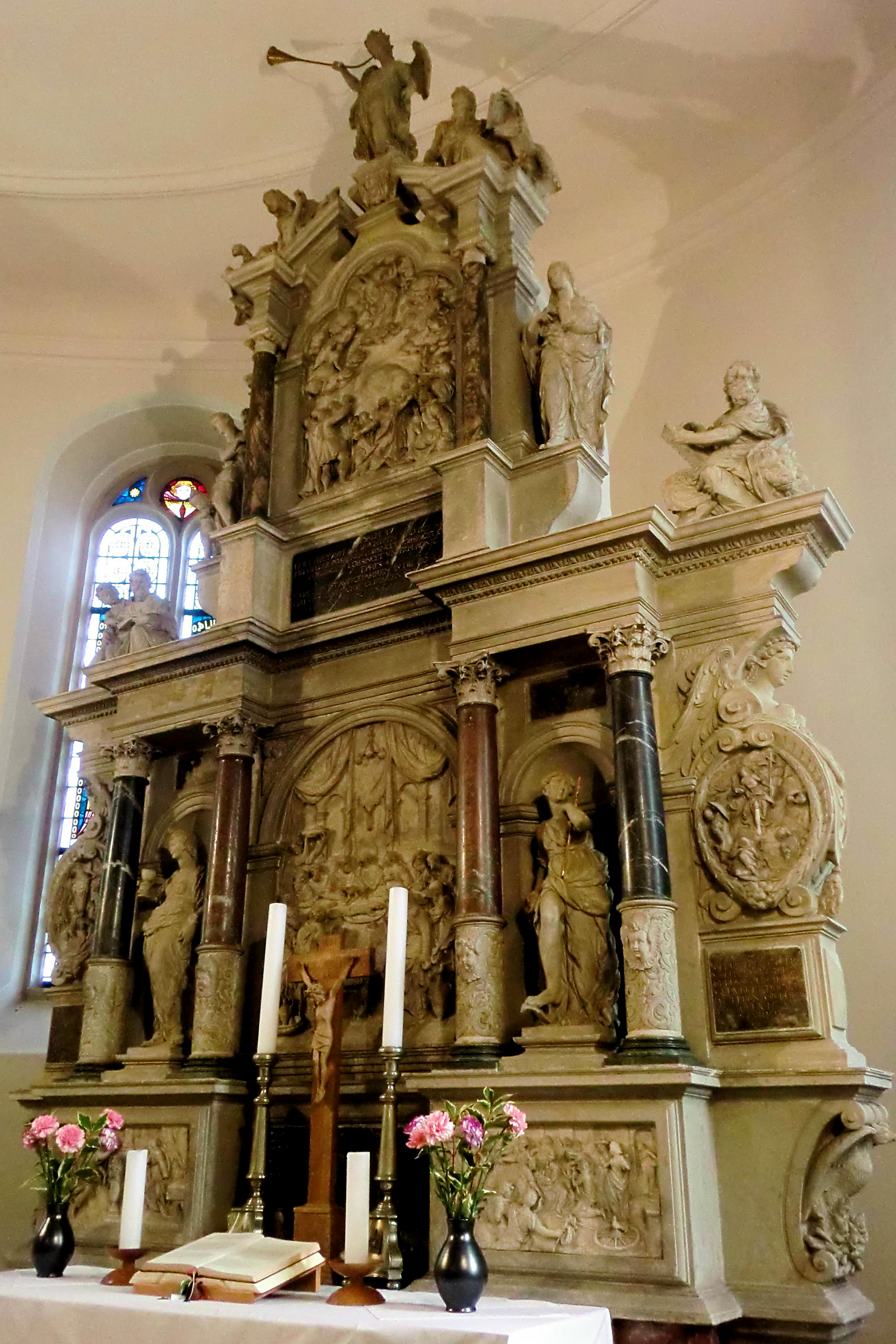
Altar in der Kirche von Borna bei Oschatz (1609)

- 1589: plastischer und figürlicher Schmuck am Portal der Dresdner Kreuzkirche mit Schwager Melchior Jobst
- 1605: Figuren Paulus und Petrus für den Nosseni-Altar der Dresdner Sophienkirche
- 1606: Figuren Maria und Johannes für die Kreuzigungsgruppe des Nosseni-Altars der Dresdner Sophienkirche
- 1606: Figur Auferstandener Christus, Nosseni-Altar der Dresdner Sophienkirche
- 1609: Epitaph-Altar in der Kirche von Borna bei Oschatz (Christoph IV oder seinem Bruder Michael zugeschrieben)[1]
- 1613: Epitaph für Marcus Gerstenberger, Dresdner Kreuzkirche